# Catenocola divaricata
Catenocola divaricata är en insektsart som beskrevs av Young 1986. Catenocola divaricata ingår i släktet Catenocola och familjen dvärgstritar. Inga underarter finns listade i Catalogue of Life.